# Südamerikaspiele 2010/Badminton

Bei den Südamerikaspielen 2010 wurden im Badminton sechs Konkurrenzen durchgeführt. Die Wettbewerbe fanden vom 19. bis 24. März 2010 statt.

## Medaillengewinner
| Disziplin    | Gold | Silber                                                                                                 | Bronze                                                                                 |
| ------------ | --- | --- | -------------------------------------------------------------------------------------- |
| Herreneinzel | Daniel Paiola Brasilien | Hugo Arthuso Brasilien                                                                                 | Antonio de Vinatea Peru Andrés Corpancho Peru                                          |
| Dameneinzel  | Claudia Rivero Peru | Cristina Aicardi Peru                                                                                  | Yasmin Cury Brasilien Paula Pereira Brasilien                                          |
| Herrendoppel | Antonio de Vinatea Rodrigo Pacheco Peru | Daniel Paiola Alex Tjong Brasilien                                                                     | Sebastián Terán Santiago Zambrano Ecuador Andrés Corpancho Bruno Monteverde Peru       |
| Damendoppel  | Katherine Winder Claudia Zornoza Peru | Cristina Aicardi Claudia Rivero Peru                                                                   | Chou Ting Ting Natalia Villegas Chile Edith Loza Denisse Mera Ecuador                  |
| Mixed        | Rodrigo Pacheco Claudia Rivero Peru | Alex Tjong Yasmin Cury Brasilien                                                                       | Mitchel Wongsodikromo Crystal Leefmans Suriname Hugo Arthuso Marina Eliezer Brasilien  |
| Mannschaft   | Cristina Aicardi Andrés Corpancho Antonio de Vinatea Bruno Monteverde Rodrigo Pacheco Claudia Rivero Katherine Winder Claudia Zornoza Peru | Hugo Arthuso Yasmin Cury Marina Eliezer Daniel Paiola Paula Pereira Fabiana Silva Alex Tjong Brasilien | Crystal Leefmans Quennie Pawirosemito Virgil Soeroredjo Mitchel Wongsodikromo Suriname |

## Medaillenspiegel
| Platz  | Land      | Gold | Silber | Bronze | Gesamt |
| ------ | --------- | ---- | ------ | ------ | ------ |
| 1      | Peru      | 5    | 2      | 3      | 10     |
| 2      | Brasilien | 1    | 4      | 3      | 8      |
| 3      | Ecuador   | 0    | 0      | 2      | 2      |
| 3      | Suriname  | 0    | 0      | 2      | 2      |
| 5      | Chile     | 0    | 0      | 1      | 1      |
| Gesamt | Gesamt    | 6    | 6      | 11     | 23     |